# Vriesea biguassuensis
Vriesea biguassuensis là một loài thuộc chi Vriesea. Đây là loài đặc hữu của Brasil.